# EF Education-Oatly/2025
Deze pagina geeft een overzicht van de wielerploeg EF Education-Oatly in 2025.

## Algemeen
Algemeen manager: Johan Petterson, Esra Tromp
Ploegleiders: Daniel Holm Foder, Carmen Small, Emma Trott
Fietsmerk: Cannondale

## Renners

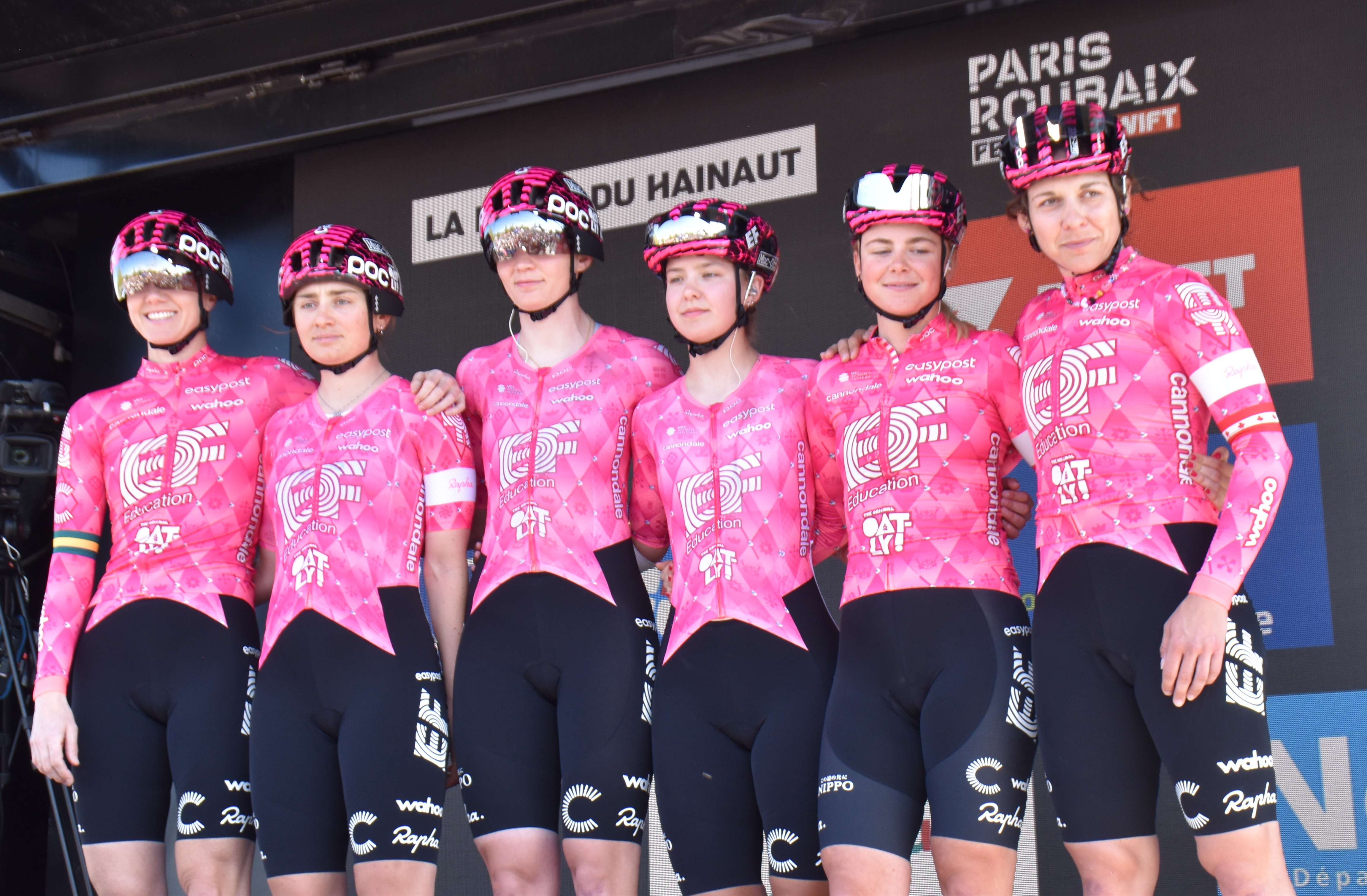
Het team in Parijs-Roubaix 2025.

| Naam                 | Geboortedatum | Nationaliteit    | Ploeg 2024                       |
| -------------------- | ------------- | ---------------- | -------------------------------- |
| Megan Armitage*      | 12-08-1996    | Ierland          |                                  |
| Nina Berton          | 03-08-2001    | Luxemburg        | CERATIZIT-WNT Pro Cycling Team   |
| Letizia Borghesi     | 16-10-1998    | Italië           |                                  |
| Kim Cadzow           | 18-12-2001    | Nieuw-Zeeland    |                                  |
| Henrietta Christie   | 23-01-2002    | Nieuw-Zeeland    | Human Powered Health             |
| Clara Emond          | 05-02-1997    | Canada           |                                  |
| Veronica Ewers       | 01-09-1994    | Verenigde Staten |                                  |
| Kristen Faulkner     | 18-12-1992    | Verenigde Staten |                                  |
| Lotta Henttala***    | 28-06-1998    | Finland          |                                  |
| Alison Jackson       | 14-12-1988    | Canada           |                                  |
| Cédrine Kerbaol      | 15-05-2001    | Frankrijk        | CERATIZIT-WNT Pro Cycling Team   |
| Nina Kessler         | 04-07-1988    | Nederland        |                                  |
| Maya Kingma**        | 08-09-1995    | Nederland        | voormalig triathlete             |
| Mirre Knaven         | 18-08-2004    | Nederland        |                                  |
| Sarah Roy            | 27-02-1986    | Australië        | Cofidis                          |
| Noemi Rüegg          | 19-04-2001    | Zwitserland      |                                  |
| Magdeleine Vallieres | 10-08-2001    | Canada           |                                  |
| Babette van der Wolf | 29-04-2004    | Nederland        | Lifeplus Wahoo                   |
| Alexandra Volstad    | 03-01-2006    | Canada           | Grouwels-Watersley R&D Road Team |

* tot 1 april
** vanaf 27 juni
*** tot 8 augustus

### Vertrokken
| Naam               | Geboortedatum | Nationaliteit    | Ploeg 2025        |
| ------------------ | ------------- | ---------------- | ----------------- |
| Maho Kakita        | 14-12-2004    | Japan            | BePink-Bongioanni |
| Clara Koppenburg   | 03-08-1995    | Duitsland        | Cofidis           |
| Coryn Labecki      | 26-08-1992    | Verenigde Staten | Gestopt           |
| Natalie Quinn      | 23-12-2001    | Verenigde Staten | Hess Cycling Team |
| Elizabeth Stannard | 27-05-1997    | Australië        | Gestopt           |

## Overwinningen
| Nationale kampioenschappen wielrennen Canada - wegrit: Alison Jackson Frankrijk - tijdrit: Cédrine Kerbaol Nieuw-Zeeland - tijdrit: Kim Cadzow Nieuw-Zeeland - wegrit: Kim Cadzow Verenigde Staten - wegrit: Kristen Faulkner Tour Down Under 2e etappe: Noemi Rüegg Eindklassement: Noemi Rüegg Puntenklassement: Noemi Rüegg Trofeo Marratxi-Felanitx Lotta Henttala Gracia Orlová 2e etappe: Alison Jackson Eindklassement: Alison Jackson Puntenklassement: Alison Jackson |

Mannen: 2005 · 2006 · 2007 · 2008 · 2009 · 2010 · 2011 · 2012 · 2013 · 2014 · 2015 · 2016 · 2017 · 2018 · 2019 · 2020 · 2021 · 2022 · 2023 · 2024 · 2025
Vrouwen: 2024 · 2025
Arkéa-B&B Hotels · Cofidis · EF-Oatly-Cannondale · Laboral Kutxa-Fundación Euskadi · Saint Michel-Preference Home-Auber93 · VolkerWessels · Winspace Orange Seal